# Partido Popular Polonês "Piast"
Partido Popular Polonês ou Partido do Camponês Polonês "Piast" (Polonês: Polskie Stronnictwo Ludowe "Piast", PSL Piast) foi um partido político a partir do período entreguerras da Segunda República Polonesa (1913–1931). Piast se refere à dinastia Piast.
PCP Piast foi um importante partido político na Segunda República Polonesa. O partido foi criado em 1913 e, depois que a Polônia se tornou novamente independente em 1918, ele fez parte de vários governos, principalmente após o Pacto de Lanckorona e na coalizão Chjeno-Piast. Seus maiores políticos foram Wincenty Witos, Jakub Bojko, Jan Dabski, Maciej Rataj e Władysław Kiernik.